# Eparchia della Sacra Famiglia di Londra
L'eparchia della Sacra Famiglia di Londra (in latino Eparchia Sanctae Familiae Londiniensis) è una sede della Chiesa greco-cattolica ucraina immediatamente soggetta alla Santa Sede. Nel 2021 contava 13.000 battezzati. È retta dall'eparca Kenneth Anthony Adam Nowakowski.

## Territorio
L'eparchia esercita la sua giurisdizione su tutti i fedeli della Chiesa greco-cattolica ucraina in Gran Bretagna.
Sede eparchiale è la città di Londra, dove si trova la cattedrale della Sacra Famiglia in Esilio (Ukrainian Catholic Cathedral of the Holy Family in Exile).
Il territorio è suddiviso in 15 parrocchie.

## Storia
Fin dalla fine del XIX secolo, molti ucraini emigrarono in Inghilterra, soprattutto a Londra e nella zona di Manchester, venendo in seguito conosciuti come stari emihranty cioè "vecchi immigrati".
Dopo la Seconda guerra mondiale aumentò nelle isole britanniche il numero di immigranti provenienti dall'Europa dell'est: fra questi vi erano numerosi cattolici ucraini, che come la maggior parte dei loro connazionali provenivano dalla parte occidentale dell'Ucraina. Inizialmente molti di questi cattolici orientali tennero i propri riti in stabilimenti industriali e case in affitto, cioè in luoghi pochi costosi dove si erano sistemati. Alcuni praticarono nelle locali chiese di rito latino, ma non secondo la liturgia bizantina.
Alla fine i cattolici ucraini poterono organizzare i culti nella propria liturgia, spesso nelle locali chiese di rito latino. A Coventry, dal 1948, la chiesa di Cristo Re a Coundon cominciò a svolgere celebrazioni di rito bizantino-ucraino, che presto furono trasferite nella chiesa di Santa Elisabetta a Foleshill.
L'esarcato apostolico fu eretto il 10 giugno 1957 con la bolla Quia Christus di papa Pio XII per i fedeli cattolici di rito greco-ucraino d'Inghilterra e Galles ed esteso all'intera Gran Bretagna il 12 maggio 1968 con il decreto Apostolica Constitutione della Congregazione per le Chiese Orientali. È una delle due diocesi di rito orientale del Regno Unito (insieme all'eparchia di Gran Bretagna della Chiesa cattolica siro-malabarese).
Di fronte ad altre diocesi di rito latino in Gran Bretagna, anche per il relativamente basso numero di fedeli nell'eparchia, esistono pochi servizi, come scuole o luoghi di cura, collegati ad esso.
Dal 1959 oltre 700 cattolici ucraini si erano registrati a Coventry: nelle Midlands un prete cattolico ucraino celebrava secondo il rito bizantino per i fedeli di Coventry, così come a Rugby, Gloucester, Bristol, Birmingham e Cheltenham.
Con l'aiuto del cardinale John Heenan, il vescovo Augustine Hornyak poté trasformare un'ex cappella metodista in chiesa cattedrale dell'esarcato apostolico, la cattedrale della Sacra Famiglia in esilio a Londra.
Negli anni novanta in Ucraina, dopo l'indipendenza, ebbe inizio un periodo di difficoltà economiche che spinse in molti ad emigrare verso l'occidente: ciò portò ad un incremento nel numero di fedeli cattolico-ucraini in Gran Bretagna.
Recentemente, la Chiesa cattolica ucraina a Wolverhampton è stata inclusa in un documentario facente parte di una serie sugli edifici di culto in Inghilterra.
Il 18 gennaio 2013 l'esarcato apostolico è stato elevato al rango di eparchia in forza della bolla Christi in terris di papa Benedetto XVI e ha assunto il nome attuale.

## Cronotassi dei vescovi
Si omettono i periodi di sede vacante non superiori ai 2 anni o non storicamente accertati.
- Sede vacante (1957-1963)

- Augustine Hornyak, O.S.B.M. † (18 aprile 1963 - 29 settembre 1987 dimesso)
- Michael Kuchmiak, C.SS.R. † (27 febbraio 1988 - 5 aprile 2002 ritirato)
- Paul Patrick Chomnycky, O.S.B.M. (5 aprile 2002 - 3 gennaio 2006 nominato eparca di Stamford)
  - Sede vacante (2006-2011)
- Kyr Hlyb Borys Sviatoslav Lonchyna, M.S.U. (14 giugno 2011 - 1º settembre 2019 dimesso)[2][3]
- Kenneth Anthony Adam Nowakowski, dal 15 gennaio 2020

## Statistiche
L'eparchia nel 2021 contava 13.000 battezzati.
| anno | popolazione | popolazione | popolazione | presbiteri | presbiteri | presbiteri | presbiteri                | diaconi | religiosi | religiosi | parrocchie |
| anno | battezzati  | totale      | %           | numero     | secolari   | regolari   | battezzati per presbitero | diaconi | uomini    | donne     | parrocchie |
| ---- | ----------- | ----------- | ----------- | ---------- | ---------- | ---------- | ------------------------- | ------- | --------- | --------- | ---------- |
| 1969 | ?           | ?           | ?           | 17         | 13         | 4          | ?                         |         | 4         | 7         | 11         |
| 1978 | 25.000      | ?           | ?           | 12         | 9          | 3          | 2.083                     |         | 3         | 5         | 13         |
| 1990 | 27.000      | ?           | ?           | 16         | 13         | 3          | 1.687                     |         | 3         | 4         | 14         |
| 1998 | 15.000      | ?           | ?           | 14         | 12         | 2          | 1.071                     |         | 2         | 4         | 14         |
| 1999 | 15.000      | ?           | ?           | 14         | 12         | 2          | 1.071                     |         | 2         | 5         | 14         |
| 2000 | 15.000      | ?           | ?           | 14         | 12         | 2          | 1.071                     |         | 2         | 4         | 14         |
| 2001 | 15.000      | ?           | ?           | 15         | 12         | 3          | 1.000                     |         | 3         | 4         | 14         |
| 2002 | 15.000      | ?           | ?           | 15         | 12         | 3          | 1.000                     |         | 3         | 4         | 14         |
| 2005 | 50.000      | ?           | ?           | 19         | 15         | 4          | 2.631                     |         | 4         |           | 15         |
| 2009 | 10.000      | ?           | ?           | 17         | 12         | 5          | 588                       |         | 5         | 1         | 12         |
| 2012 | 10.130      | ?           | ?           | 14         | 11         | 3          | 723                       |         | 3         | 1         | 12         |
| 2013 | 10.210      | ?           | ?           | 14         | 11         | 3          | 729                       |         | 3         | 1         | 16         |
| 2016 | 12.500      | ?           | ?           | 17         | 14         | 3          | 735                       |         | 3         | 3         | 16         |
| 2019 | 13.000      | ?           | ?           | 21         | 17         | 4          | 619                       |         | 4         | 2         | 18         |
| 2021 | 13.000      | ?           | ?           | 14         | 13         | 1          | 928                       |         | 1         |           | 15         |